# Sarcopygme multinervis
Sarcopygme multinervis är en måreväxtart som beskrevs av William Albert Setchell och Erling Christophersen. Sarcopygme multinervis ingår i släktet Sarcopygme och familjen måreväxter. Inga underarter finns listade i Catalogue of Life.